# Lucius Caesennius Lento
Lucius Caesennius Lento (fl. 45 av. J.-C.) est un sénateur romain au Ier siècle av. J.-C. de la République romaine.

## Famille
Il est le fils d'un Publius Caesennius, originaire d'Étrurie, fl. 69 av. J.-C., et le neveu de Caesennia Paetina, femme d'Aulus Caecina, fl. 46 av. J.-C., fils d'Aulus Caecina, chevalier, fl. 69 av. J.-C., et de sa femme Larga. Ils sont les parents d'Aulus Caecina Largus, le père d'Aulus Caecina Severus et de Gaius Caecina Largus.
Il fut le grand-père paternel de Publius Caesennius Paetus, de Tarquinia, le père de Lucius Junius Caesennius Paetus.

## Carrière
Choisissant de se ranger du côté de Jules César pendant les guerres civiles de la fin de la République, Caesennius Lento fut nommé légat sous César lors des campagnes de César en Hispanie en -45. C'est Lento qui fut l'officier qui tua Cnaeus Pompeius pendant la bataille de Lauro, quelques semaines après la bataille de Munda. En juin -44, Caesennius Lento était l'un des sept commissaires agraires établis sous la Lex Antonia et nommés par Marc Antoine pour diviser l'Ager publicus disponible en Campanie et Lentini entre les soldats vétérans et les citoyens nécessiteux. En tant que partisan de Marc Antoine, il fut critiqué par Cicéron dans ses Philippicae en -43.